# Alexandre-Évariste Fragonard
Alexandre-Évariste Fragonard (* 26. Oktober 1780 in Grasse, Département Var; † 15. November 1850 in Paris) war ein französischer Bildhauer, Lithograf, Maler und Zeichner.

## Leben
Fragonard war der Sohn des Malers Jean-Honoré Fragonard und dessen Frau der Miniaturmalerin Marie-Anne (geborene Gérard; 1745–1823). Die Malerin und Vignettenzeichnerin Marguerite Gérard war seine Tante und der Kupferstecher Henri Gérard (aktiv von 1789 bis 1809) war sein Onkel.
Den ersten künstlerischen Unterricht erhielt er durch seinen Vater, durch dessen Vermittlung er später ein Schüler Jacques-Louis Davids wurde. In seinen Werken schloss er sich jedoch mehr der väterliche Tradition an und wurde auch von der holländischen Malerei des 17. Jahrhunderts beeinflusst. Er debütierte bereits im Alter von 13 Jahren 1793 mit einer Zeichnung im Salon de Paris. Auch in den folgenden Jahren zeigte er dort zumeist Zeichnungen, insbesondere Porträts, mythologische Szenen, aber auch aktuelle Themenbereiche des Zeitgeschehens wie La Liberty oder La Viritd. Er stellte selten auch Bildnisminiaturen aus. Fragonard verfolgte anfangs die klassische Richtung, ging aber später zum romantischen Stil über.
Um 1819 begann er sich den Themen aus der älteren und neueren französischen Geschichte zuzuwenden. Ein frühes Bild aus diesem Stoffkreis war der Einzug der Jeanne d’Arc in Orleans. Seine späteren Bilder sind sehr theatralisch angelegt. Neben der Malerei fertigte er Skulpturen, entwarf Designs für Porzellangeschirre oder Möbel für die Manufacture royale de porcelaine de Sèvres.

## Familie
Fragonard vwr mit Julie Félicité (geborene Fournier) verheiratet, mit der er mehrere Kinder hatte:
- Etienne-Théophile-Evariste Fragonard (2. Februar. 1806–23. Juli 1876) wurde Formschneider, Lithograf, Maler und Zeichner und war ab 1847 als Blumen- und Figurenmaler in der Porzellanmanufaktur in Sèvres tätig.[6]
- Henri Paul Fragonard (28. Dezember 1820–5. Dezember 1866) ⚭ 25. Juli 1854 mit Marie Anne (geborene de Salignac)[7]
  - Henri Évariste Marcel Fragonard (* 8. Juli 1855)
  - Antonin Fragonard (1857–1887), Bildhauer

## Ausstellungen (Auswahl)
- 7. April bis 9. Juni 1913: David et ses Elèves im Petit Palais, Musée des Beaux-Arts de la Ville de Paris[8]
- 1. Juli bis 10. Oktober 2017: Alexandre-Évariste Fragonard, une collection grassoise im Musée Fragonard (Grasse)[9]
- 18. September 2020 bis 3. Januar 2021: Alexandre-Évariste Fragonard : le fils prodige im Musée d’Angoulême

## Werke (Auswahl)
Gemälde

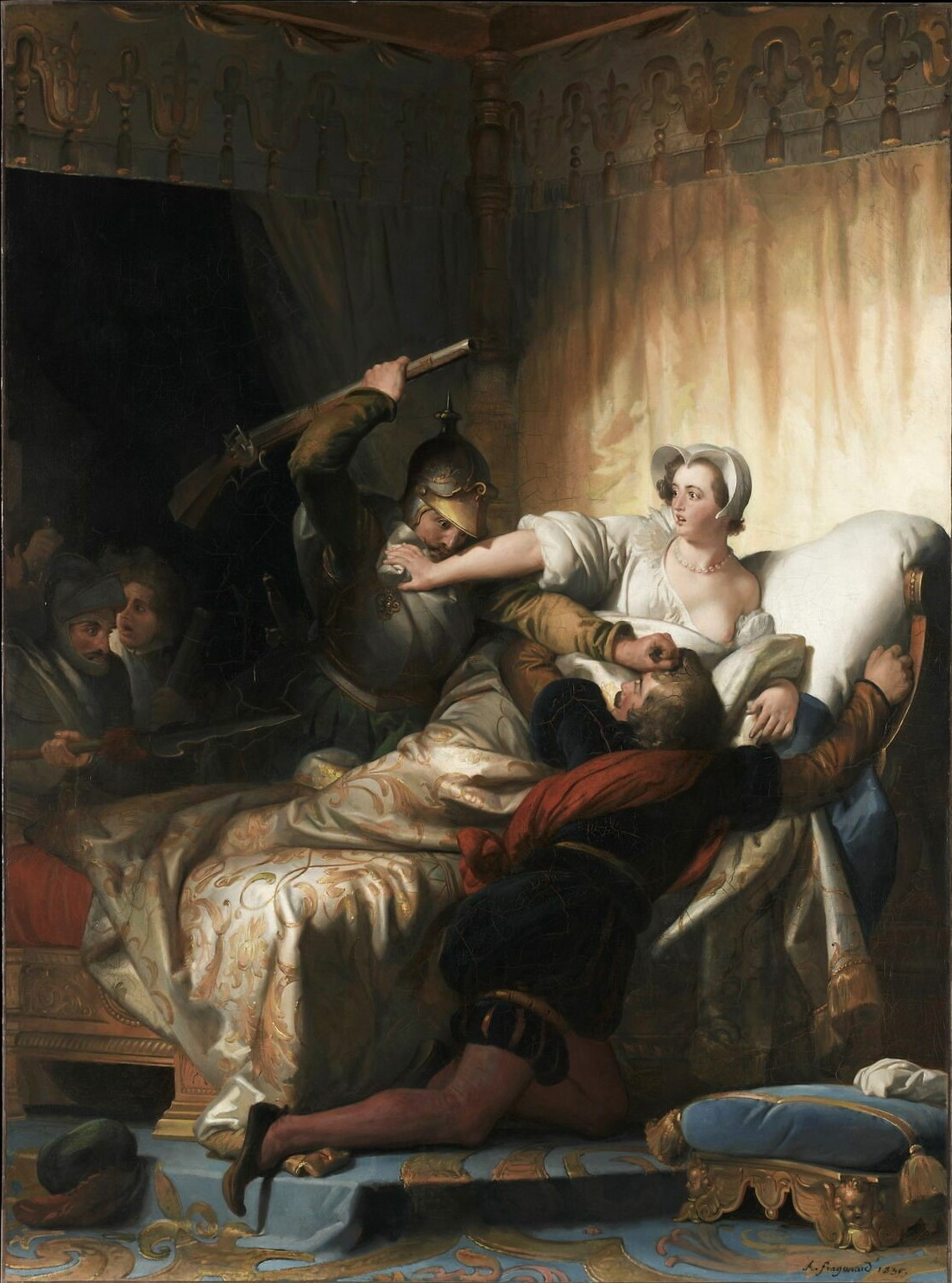
Szene im Schlafzimmer Margaretes von Valois in der Bartholomäusnacht

- Die Bürger von Calais vor Eduard im Zelt
- Maria Theresia auf dem ungarischen Reichstag (Maria Theresia stellt ihren Sohn den Ungarn vor, im Luxembourg Museum)
- Franz I. leistet Bayard den Ritterschwur und Franz I. und seine Schwester Margaretha, die von Tizian aus Italien mitgebrachten Gemälde betrachtend (Deckenbilder im Louvre)
- Die Schlacht bei Marignano unter Franz I.
- 1822: Der Einzug der Jungfrau von Orleans, auch Einzug der Jeanne d’Arc in Orleans (Museum in Orleans)
- 1831: Boissy d’Anglas und Séance du Jeu de Paume
- Szene während der Bartholomäusnacht im Schlafzimmer der Königin von Navarra
- um 1850: Saladin à Jérusalem (Musée des Beaux-Arts de Quimper[10])
- Selbstporträt

Einige seiner Werke finden sich in den Pariser Kirchen S. Jacques du Haut-Pas, S. Etienne du Mont und S. Laurent sowie in mehreren französischen Museen. Für das Nationalmuseum in Versailles stellte er 3 Historienbilder her und im Louvre war er an mit der dekorativen Ausschmückung einiger Säle betraut worden.
Skulpturen

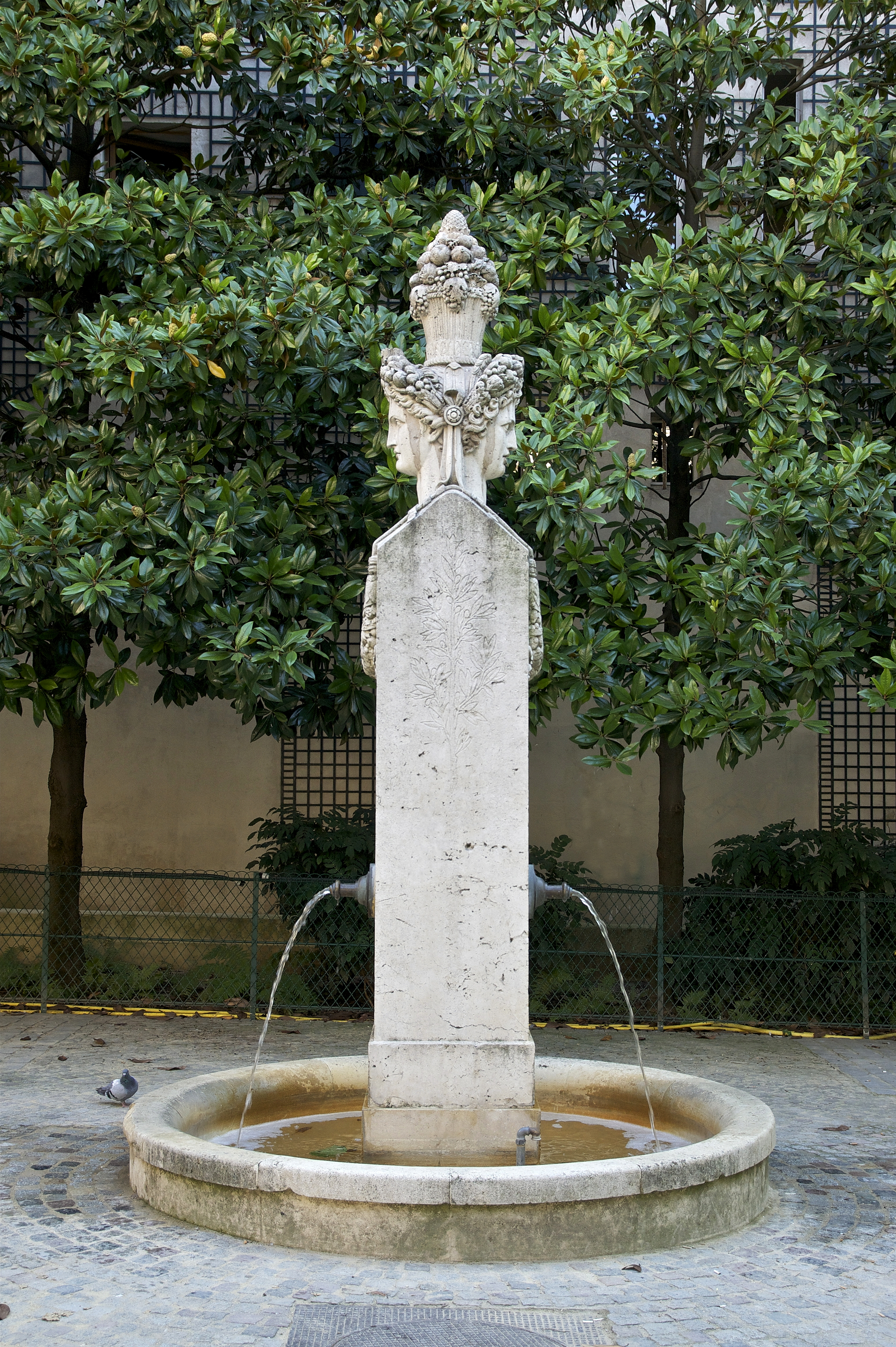
Fontaine Marché-aux-Carmes

- Der Fronton in der Deputiertenkammer (Giebelskulpturen an der Fassade der Chambre des Députés, 1830 zerstört)
- Die Fontäne am Platz Maubert
- Das bronzene Standbild der Johanna von Laval, Gemahlin Königs Rene von Anjou in Beaufort
- Bronzestandbild des Jean-Charles Pichegru[11] in Besançon (ebenso 1830 zerstört, nur der Kopf wurde gerettet)

Lithografien
- Illustrationen zu den Voyages pittoresques et romantiques dans l’ancienne France des Baron Isidore Taylor (1789–1879).

Gegenstände
- unterschiedliche Designs für Teekannen und Geschirr der Porzellanmanufaktur in Sèvres, für die auch sein Sohn arbeitete[12]
- Gotische Vasen (Design Fragonard, dekoriert von Jacob Meyer-Heine [1805–1879])[13]

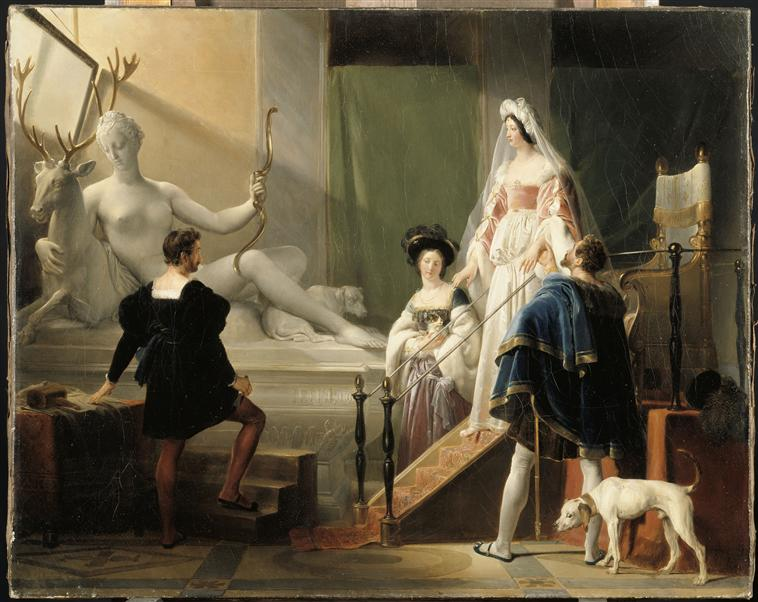
Diane de Poitiers visitant l’atelier de Jean Goujon
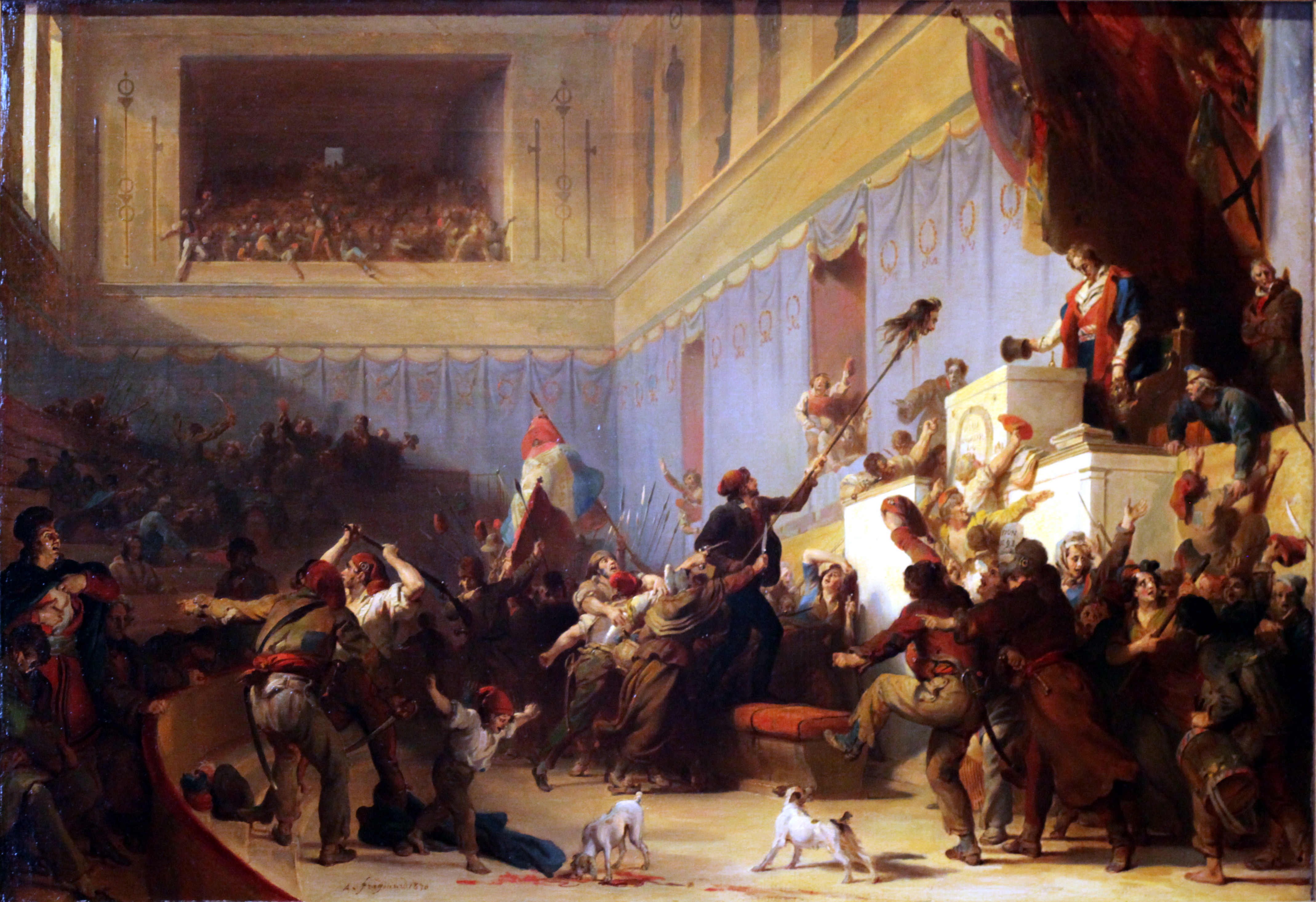
Boissy d’Anglas
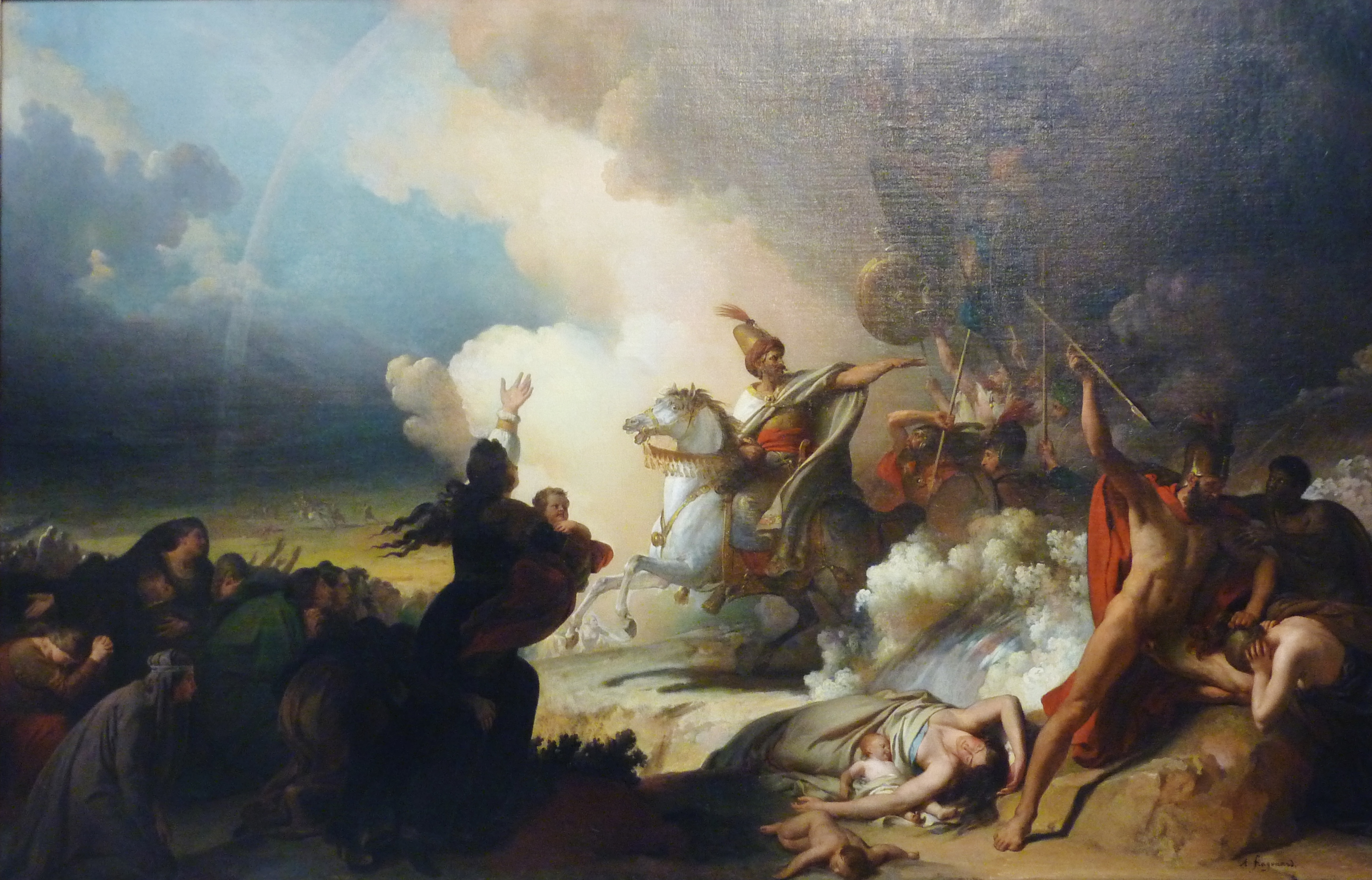
Saladin à Jérusalem
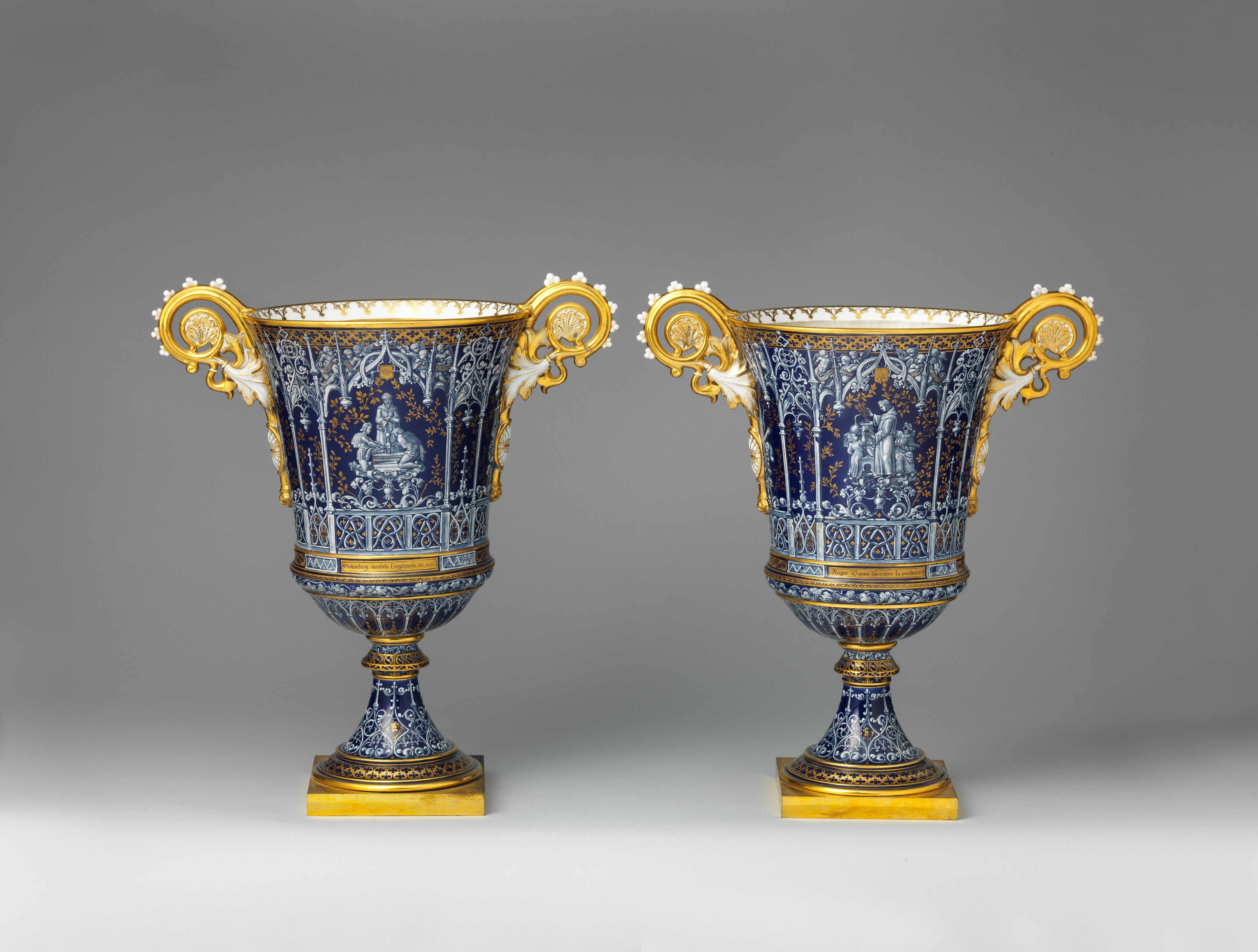
Gotische Vase